# PO-233
La PO-233 (en la provincia de Pontevedra), es una carretera de la Red Secundaria de la Junta de Galicia que une las localidades de Ponte Bora (Pontevedra) y Carballedo (Cerdedo-Cotobade).
Atraviesa los términos municipales de Pontevedra y Carballedo. Tiene una longitud de 13,01 kilómetros y comienza en un cruce con la N-541 en Ponte Bora (Pontevedra) y finaliza en un cruce con la PO-232 en Carballedo (Cerdedo-Cotobade).